# Pseudalsophis
Pseudalsophis är ett släkte ormar i familjen snokar. Släktet tillhör underfamiljen Dipsadinae som ibland listas som familj.
Vuxna exemplar är med en längd omkring 150 cm medelstora ormar. Flera arter förekommer på Galapagosöarna och andra släktmedlemmar i nordvästra Sydamerika. Habitatet utgörs av torra och steniga landskap med glest fördelad växtlighet. Dessa ormar jagar ödlor inklusive ungdjur av havsödlor. Honor lägger ägg. Flera släktmedlemmar listades tidigare i släktena Alsophis eller Dromicus.
Arter enligt The Reptile Database:
- Pseudalsophis biserialis
- Pseudalsophis darwini
- Pseudalsophis dorsalis
- Pseudalsophis elegans
- Pseudalsophis hephaestus
- Pseudalsophis hoodensis
- Pseudalsophis occidentalis
- Pseudalsophis slevini
- Pseudalsophis steindachneri
- Pseudalsophis thomasi